# Кейті Гофф
Кейті Гофф  (англ. Katie Hoff, 3 червня 1989) — американська плавчиня, олімпійська медалістка.

## Виступи на Олімпіадах
| Олімпіада  | Дисципліна                            | Місце |
| ---------- | ------------------------------------- | ----- |
| Афіни 2004 | 200 метрів, комплексне плавання       | 7     |
| Афіни 2004 | 400 метрів, комплексне плавання       | 17    |
| Пекін 2008 | плавання на 200 метрів вільним стилем | 4     |
| Пекін 2008 | плавання на 400 метрів вільним стилем | 2     |
| Пекін 2008 | плавання на 800 метрів вільним стилем | 11    |
| Пекін 2008 | естафета 4 × 200 вільним стилем       | 3     |
| Пекін 2008 | 200 метрів, комплексне плавання       | 4     |
| Пекін 2008 | 400 метрів, комплексне плавання       | 3     |